# Dendrophorbium coroicense
Dendrophorbium coroicense là một loài thực vật có hoa trong họ Cúc. Loài này được (Rusby) C.Jeffrey mô tả khoa học đầu tiên năm 1992.